# Departamento San Lorenzo (Chaco)
Das Departamento San Lorenzo liegt im Zentrum der Provinz Chaco im Nordwesten Argentiniens und ist eine von 25 Verwaltungseinheiten der Provinz.
Es grenzt im Norden an die Departamentos Comandante Fernández, Quitilipi und Veinticinco de Mayo, im Osten an das Departamento Tapenagá, im Süden und Westen an das Departamento Mayor Luis Jorge Fontana und im Westen an das Departamento O’Higgins.
Die Hauptstadt des Departamento San Lorenzo ist Villa Berthet.

## Städte und Gemeinden
Das Departamento San Lorenzo ist in folgende Gemeinden aufgeteilt:
- Samuhú
- Villa Berthet

Koordinaten: 27° 18′ S, 60° 24′ W